# 29 de abril
29 de abril é o 119.º dia do ano no calendário gregoriano (120.º em anos bissextos). Faltam 246 dias para acabar o ano.

## Eventos históricos

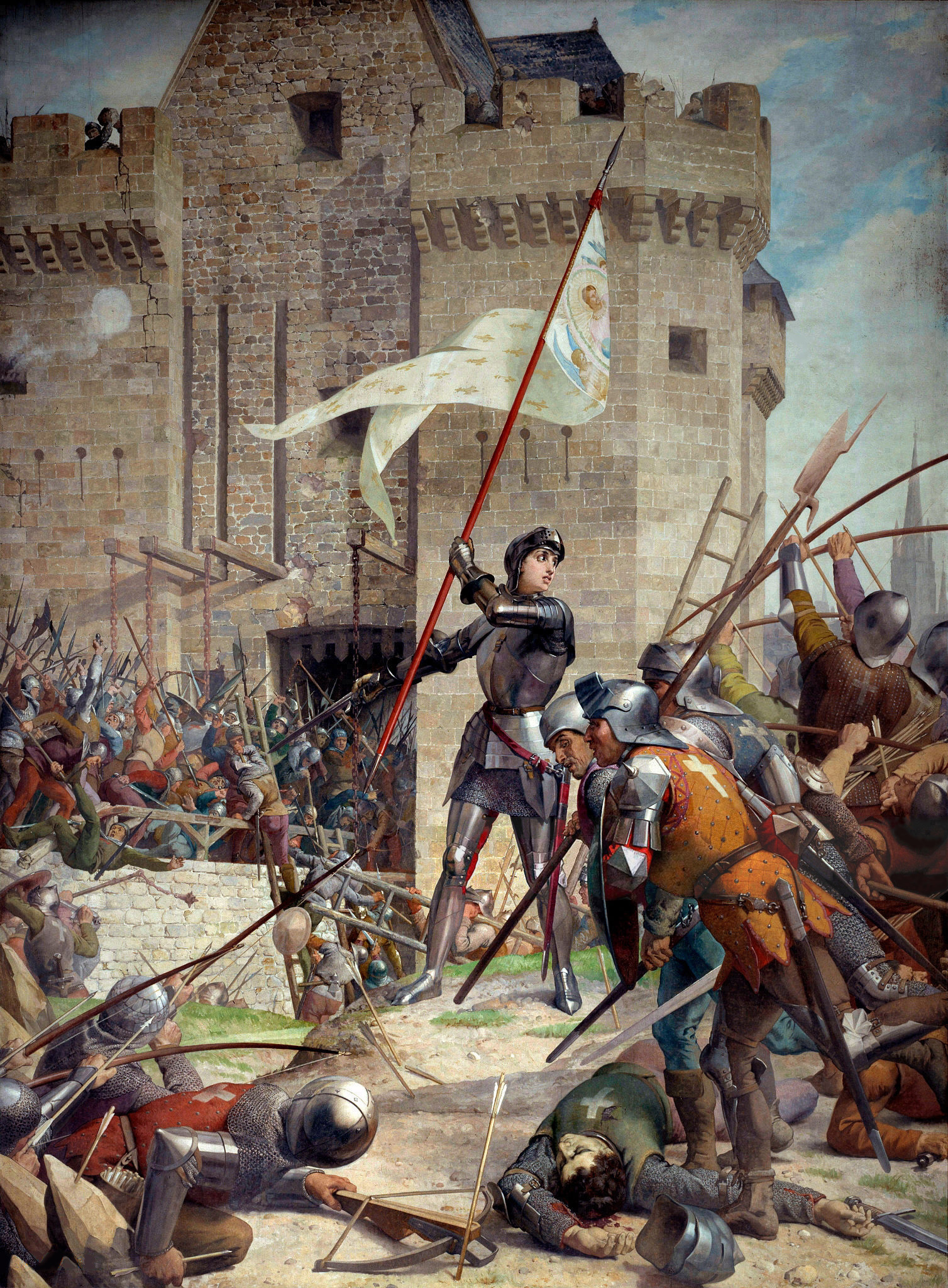
1429: Joana d'Arc rompe o Cerco de Orleães.

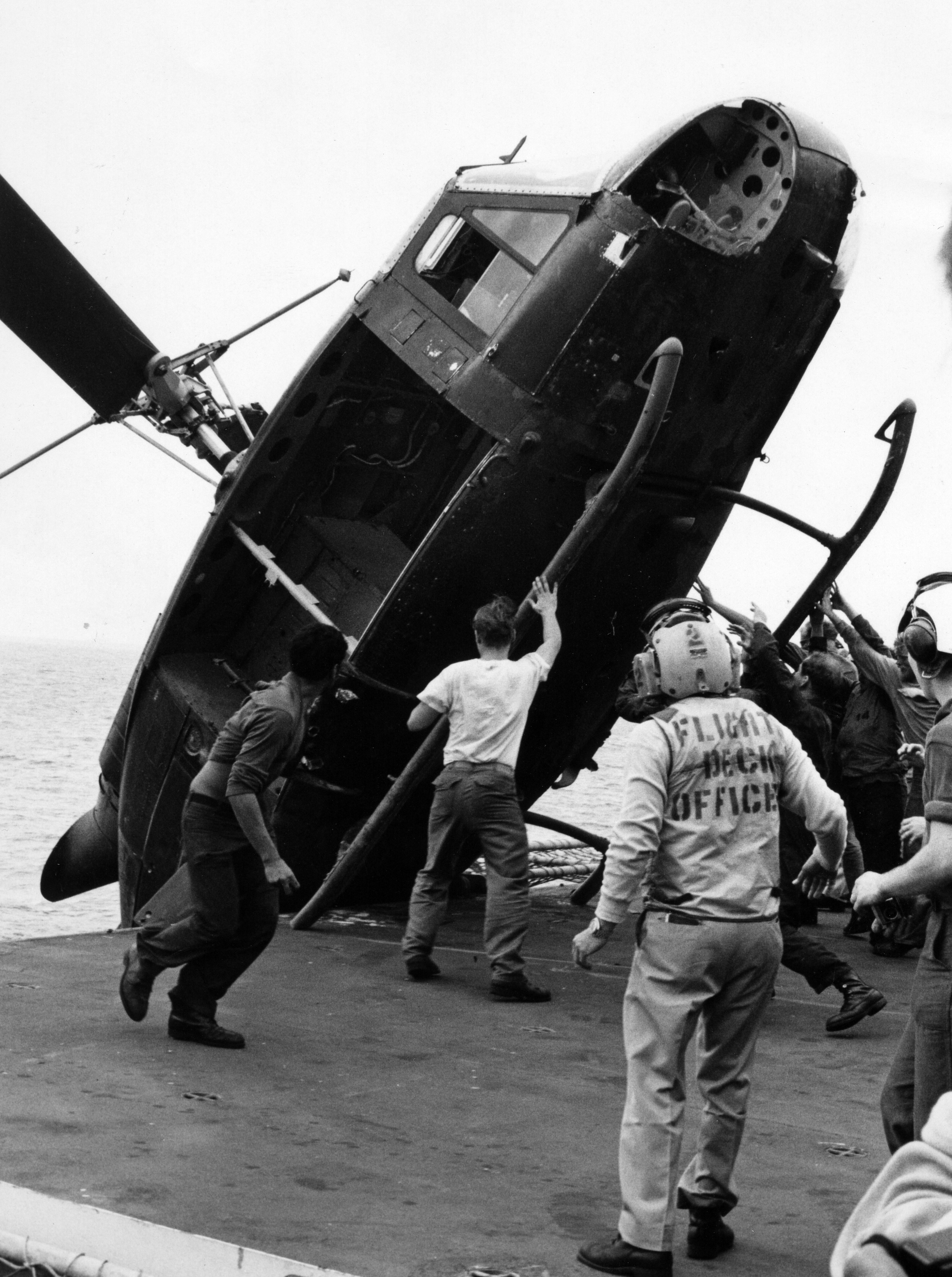
1975: Operação Vento Constante.

- 0801 — Um terremoto nos Apeninos Centrais atinge Roma e Spoleto, danificando a basílica de San Paolo Fuori le Mura.
- 1091 — Batalha de Levúnio: os pechenegues são derrotados pelo imperador romano-oriental Aleixo I Comneno.
- 1429 — Joana d'Arc rompe o Cerco de Orleães.
- 1483 — Grã-Canária, a principal ilha das Canárias, é conquistada pelo Reino de Castela.
- 1760 — As forças francesas iniciam o cerco de Quebec, que é mantido pelos britânicos.[1]
- 1770 — James Cook chega à Austrália em Botany Bay, que ele nomeia.[2]
- 1781 — Guerra de Independência dos Estados Unidos: navios britânicos e franceses se enfrentam na Batalha de Fort Royal, na costa da Martinica.[3]
- 1826 — A galáxia Centaurus A ou NGC 5128 é descoberta por James Dunlop.[4]
- 1862 — Guerra Civil Americana: Nova Orleans é capturada pelas forças legalistas da União sob o comando de David Farragut.[5]
- 1910 — O Parlamento do Reino Unido aprova o Orçamento do Povo, o primeiro orçamento da história britânica com a intenção expressa de redistribuir a riqueza entre o público britânico.
- 1911 – Fundação da Universidade Tsinghua, uma das principais universidades da China.
- 1916
  - Primeira Guerra Mundial: uma divisão indiana do Reino Unido se rende às Forças Otomanas no Cerco de Kut em uma das maiores rendições das forças britânicas até aquele ponto.
  - Revolta da Páscoa: após seis dias de luta, os líderes rebeldes irlandeses se rendem às forças britânicas em Dublin, pondo fim à revolta.
- 1938 — Getúlio Vargas cria o Conselho Nacional do Petróleo, precursor da Petrobras, para que o governo pudesse controlar o produto.
- 1945 — Segunda Guerra Mundial:
  - Wehrmacht rende-se incondicionalmente aos aliados na Itália.
  - Führerbunker: Adolf Hitler se casa com sua parceira de longa data Eva Braun em um búnquer de Berlim e designa o almirante Karl Dönitz como seu sucessor; Hitler e Braun cometem suicídio no dia seguinte.
  - Fornovo di Taro é libertada das tropas da Alemanha Nazista pela Força Expedicionária Brasileira.
  - Campo de concentração de Dachau é libertado pelas tropas dos Estados Unidos.
- 1946 — O Tribunal Militar Internacional para o Extremo Oriente convoca e indicia o ex-primeiro-ministro do Japão Hideki Tojo e 28 ex-líderes japoneses por crimes de guerra.
- 1951 — Delegados tibetanos chegam a Pequim e assinam um Acordo de Dezessete Pontos para a soberania chinesa e a autonomia tibetana.
- 1953 — A primeira exibição experimental de televisão 3D nos Estados Unidos exibe um episódio de Space Patrol na afiliada da ABC de Los Angeles KABC-TV.
- 1968 — O polêmico musical Hair, produto da contracultura hippie e da revolução sexual dos anos 1960, estreia no Biltmore Theatre na Broadway, com algumas de suas canções tornando-se hinos do movimento anti-Guerra do Vietnã.
- 1970 — Guerra do Vietnã: forças estadunidenses e sul-vietnamitas invadem o Camboja em perseguição aos vietcongues.
- 1975 — Operação Vento Constante: os Estados Unidos começam a evacuar cidadãos estadunidenses de Saigon antes de uma esperada invasão dos norte-vietnamitas. O envolvimento dos Estados Unidos na guerra chega ao fim.
- 1988 — Glasnost: o secretário-geral do Partido Comunista da União Soviética Mikhail Gorbachev promete mais liberdade religiosa.
- 1989 — Catorze torcedores do Liverpool FC, da Inglaterra, foram condenados à prisão; os hooligans iniciaram uma briga que matou 41 pessoas durante um jogo de futebol.
- 1990 — Beatificação dos Santos Irmãos Mártires de Turón pelo Papa João Paulo II.
- 1991
  - Um ciclone atinge o distrito de Chitagongue, no sudeste de Bangladesh, com ventos de cerca de 249 km/h, matando pelo menos 138 000 pessoas e deixando até dez milhões de desabrigados.
  - O terremoto em Racha de 7,0Mw afeta a Geórgia matando 270 pessoas, deixando aproximadamente 100 000 desabrigados e causando graves danos, inclusive a vários monumentos medievais.[6]
- 1992 — Distúrbios de Los Angeles: início dos distúrbios após a absolvição de policiais acusados de força excessiva contra Rodney King. 53 pessoas morreram e centenas de edifícios foram destruídos.
- 1997 — Entra em vigor o Acordo Internacional sobre Proibição de Armas Químicas. Rússia e Cuba não assinam.
- 2004 — Oldsmobile constrói seu último carro encerrando com 107 anos de produção.
- 2011 — Casamento de Guilherme de Gales e Catherine Middleton é realizado na Abadia de Westminster em Londres.
- 2015 — Ocorre em Curitiba, Brasil, a Batalha do Centro Cívico.
- 2016 — Última edição do Jornal do Commercio, o jornal mais antigo em circulação na América Latina.

## Nascimentos

### Anteriores ao século XIX
- 0912 — Minamoto no Mitsunaka, samurai japonês (m. 997).
- 1587 — Sofia da Saxônia, Duquesa da Pomerânia (m. 1635).
- 1675 — Giovanni Antonio Pellegrini, pintor italiano (m. 1741).
- 1727 — Jean-Georges Noverre, bailarino francês (m. 1810).
- 1745 — Oliver Ellsworth, político e jurista britânico (m. 1807).
- 1762 — Jean-Baptiste Jourdan, militar francês (m. 1833).
- 1780 — Charles Nodier, escritor francês (m. 1844).

### Século XIX
- 1818 — Alexandre 2.º da Rússia (m. 1881).
- 1823 — Daniel Harrwitz, enxadrista alemão (m. 1884).
- 1831 — Frederico 1.º de Anhalt (m. 1904).
- 1833 — Arsênio da Silva, pintor e fotógrafo brasileiro (m. 1883).
- 1837 — Georges Boulanger, general e político francês (m. 1891).
- 1840 — Simões Raposo, professor e pedagogo português (m. 1900).
- 1843 — Pedro Américo, pintor, político, escritor e filósofo brasileiro (m. 1905).
- 1854 — Henri Poincaré, matemático francês (m 1912).
- 1860 — Paul Évariste Parmentier, botânico francês (m. 1941).
- 1863
  - William Randolph Hearst, editor estadunidense (m. 1951).
  - Konstantínos Kaváfis, poeta grego (m. 1933).
- 1870 — Osório Duque-Estrada, poeta, crítico e teatrólogo brasileiro (m. 1927).
- 1876 — Zauditu da Etiópia (m. 1930).
- 1879 — Thomas Beecham, maestro britânico (m. 1961).
- 1880 — Ali Fethi Okyar, político e diplomata turco (m. 1943).
- 1884 — Jaime Cortesão, escritor e historiador português (m. 1957).
- 1893 — Amílcar Barbuy, futebolista e treinador de futebol brasileiro (m. 1965).
- 1894 — Marietta Blau, física austríaca (m. 1970).
- 1895
  - Vladimir Propp, linguista e antropólogo russo (m. 1970).
  - Malcolm Sargent, compositor, maestro e organista britânico (m. 1967).
- 1896 — Natalie Talmadge, atriz estadunidense (m. 1969).
- 1898 — Ellen Brockhöft, patinadora artística alemã (m. 1977).
- 1899 — Duke Ellington, pianista de jazz e líder de banda estadunidense (m. 1974).

### Século XX

#### 1901–1950
- 1901 — Hirohito, imperador japonês (m. 1989).
- 1903 — Nikolai Krylov, marechal russo (m. 1972).
- 1905 — Hal Pereira, diretor de arte estadunidense (m. 1983).
- 1906 — Pedro Vargas, cantor e ator mexicano (m. 1989).
- 1907
  - Tino Rossi, ator e cantor francês (m. 1983).
  - Fred Zinnemann, diretor de cinema austríaco-americano (m. 1997).
- 1909 — Lazăr Sfera, futebolista romeno (m. 1992).
- 1910 — Dolly Haas, atriz e cantora norte-americana (m. 1994).
- 1912 — Richard Carlson, ator, diretor e roteirista estadunidense (m. 1977).
- 1913 — Edgar Ablowich, velocista norte-americano (m. 1998).
- 1914 — Cal Niday, automobilista estadunidense (m. 1988).
- 1915 — Richard Depoorter, ciclista belga (m. 1948).
- 1917
  - Celeste Holm, atriz estadunidense (m. 2012).
  - Urie Bronfenbrenner, psicólogo norte-americano (m. 2005).
- 1919 — Gérard Oury, ator, diretor e roteirista francês (m. 2006).
- 1920 — Aleksandar Atanacković, futebolista sérvio (m. 2005).
- 1921 — Tommy Noonan, ator, produtor e roteirista norte-americano (m. 1968).
- 1922 — Toots Thielemans, músico belga (m. 2016).
- 1924 — David Landes, historiador e economista norte-americano (m. 2013).
- 1925 — Iwao Takamoto, animador, produtor e diretor estadunidense (m. 2007).
- 1926 — Paul Baran, engenheiro de computadores polonês-americano (m. 2011).
- 1927
  - Ted Burgin, futebolista britânico (m. 2019).
  - Bill Slater, futebolista britânico (m. 2018).
- 1930 — Jean Rochefort, ator francês (m. 2017).
- 1931 — Frank Auerbach, pintor teuto-britânico. (m. 2024).
- 1933
  - Mark Eyskens, político e economista belga.
  - Rod McKuen, poeta, cantor e compositor americano (m. 2015).
  - Willie Nelson, cantor, compositor, escritor e ator estadunidense.
- 1934 — Pedro Pires, político cabo-verdiano.
- 1935
  - April Ashley, modelo, autora e ativista dos direitos LGBT inglesa (m. 2021).
  - Gundi Busch, patinadora artística e treinadora de patinação alemã (m. 2014).
- 1936
  - Alejandra Pizarnik, escritora e poetisa argentina (m. 1972).
  - Dedé Santana, ator, apresentador, humorista e roteirista brasileiro.
  - Adolfo Nicolás, religioso espanhol (m. 2020).
  - Jacob Rothschild, 4.º Barão Rothschild (m. 2024).
- 1937 — Ramón Abeledo, ex-futebolista argentino.
- 1938
  - Bernard Madoff, empresário estadunidense (m. 2021).
  - Klaus Voormann, artista gráfico, músico e produtor musical alemão.
- 1940 — Marcelino Martínez, ex-futebolista espanhol.
- 1941 — Nana Caymmi, cantora e compositora brasileira (m. 2025).
- 1943 — Ian Kershaw, historiador e professor britânico.
- 1944
  - Benedita da Dinamarca.
  - Francis Lee, futebolista britânico (m. 2023).
  - Liu Chuanzhi, empresário chinês.
  - Hermann Scheer, político alemão (m. 2010).
- 1945
  - Richard Warwick, ator inglês (m. 1997).
  - Tammi Terrell, cantora estadunidense (m. 1970).
- 1946
  - Humphrey Carpenter, escritor e radialista britânico (m. 2005).
  - Wayne Robson, ator canadense (m. 2011).
- 1947
  - Olavo de Carvalho, livre-pensador e jornalista brasileiro (m. 2022).
  - Va'aletoa Sualauvi II, político samoano.
- 1948 — Guto Graça Mello, compositor e produtor musical brasileiro.
- 1949
  - Roberto Talma, diretor de televisão brasileiro (m. 2015).
  - Anita Dobson, atriz, apresentadora e cantora britânica.
  - Arlette Zola, cantora suíça.
  - Luís Miguel Cintra, encenador, ator e tradutor português.
  - Nuno Júdice, ensaísta e poeta português (m. 2024).

#### 1951–2000
- 1951
  - Dale Earnhardt, automobilista estadunidense (m. 2001).
  - Vinícius Cantuária, cantor e compositor brasileiro.
  - Patrick Chabal, historiador e africanista francês (m. 2014).
- 1952 — Barbara Hendricks, política alemã.
- 1953 — Jan A. P. Kaczmarek, compositor polonês (m. 2024).
- 1954
  - Jerry Seinfeld, comediante, ator e produtor estadunidense.
  - Mo Brooks, político norte-americano.
- 1955
  - Kate Mulgrew, atriz estadunidense.
  - Leslie Jordan, ator e escritor norte-americano (m. 2022).
- 1956 — Kevin Moran, ex-futebolista irlandês.
- 1957
  - Daniel Day-Lewis, ator britânico.
  - Naomi Mataʻafa, política samoana.
- 1958
  - Michelle Pfeiffer, atriz estadunidense.
  - Martin Whitmarsh, empresário e dirigente automobilístico britânico.
  - Giovanni Galli, ex-futebolista e político italiano.
- 1959 — Luiz Felipe Pondé, filósofo e escritor brasileiro.
- 1960
  - Gerard Joling, cantor e apresentador de televisão neerlandês.
  - Jacques Ribemboim, economista, engenheiro, professor e historiador brasileiro.
- 1962 — Márcio Máximo, treinador de futebol brasileiro.
- 1963
  - Raúl Servín, ex-futebolista mexicano.
  - Izzy Gordon, cantora brasileira.
- 1965
  - Felipe Miñambres, ex-futebolista e treinador de futebol espanhol.
  - Michel Bussi, escritor francês.
  - Peter Rauhofer, DJ e produtor musical austríaco (m. 2013).
- 1966
  - Ramón Medina Bello, ex-futebolista argentino.
  - Vincent Ventresca, ator estadunidense.
- 1967 — Attila Ábrahám, ex-canoísta húngaro.
- 1968
  - Néstor Fabbri, ex-futebolista argentino.
  - Kolinda Grabar-Kitarović, política croata.
  - Jürgen Vogel, ator, produtor, diretor e cantor alemão.
- 1969
  - Paul Adelstein, ator estadunidense.
  - Philippe Ermenault, ex-ciclista francês.
- 1970
  - Uma Thurman, atriz estadunidense.
  - Andre Agassi, ex-tenista estadunidense.
- 1971 — Sam Michael, engenheiro automobilístico australiano.
- 1972
  - Marcelo Dourado, ex-lutador, personal trainer e empresário brasileiro.
  - Derek Mears, ator estadunidense.
  - Mariusz Siudek, ex-patinador artístico polonês.
  - Marko Rehmer, ex-futebolista alemão.
- 1973 — David Belle, desportista e ator francês.
- 1974 — Pascal Cygan, ex-futebolista francês.
- 1975
  - Fábio Luciano, ex-futebolista brasileiro.
  - Mateusz Kusznierewicz, ex-velejador polonês.
- 1976
  - Fabio Liverani, ex-futebolista e treinador de futebol italiano.
  - Maja Savić, ex-handebolista montenegrina.
- 1977 — Andrius Skerla, ex-futebolista lituano.
- 1978
  - Bob Bryan, ex-tenista estadunidense.
  - Mike Bryan, ex-tenista estadunidense.
  - Tyler Labine, ator canadense.
- 1979
  - Ryan Sharp, automobilista britânico.
  - Jo O'Meara, atriz, dançarina e cantora britânica.
  - Tati Bernardi, escritora e roteirista brasileira.
  - Lee Dong-gook, ex-futebolista sul-coreano.
- 1980
  - Daniela Fontan, atriz brasileira.
  - Kian Egan, músico irlandês.
- 1981 — Alex Vincent, ator estadunidense.
- 1982 — Carlos Martins, ex-futebolista português.
- 1983
  - Megan Boone, atriz estadunidense.
  - Sam Jones III, ator estadunidense.
  - Semih Şentürk, ex-futebolista turco.
- 1984
  - Paulius Jankūnas, jogador de basquete lituano.
  - Michał Gołaś, ex-ciclista polonês.
- 1985
  - Dudu Pelizzari, ator brasileiro.
  - Liloca, cantora moçambicana.
  - Jay Lethal, lutador profissional norte-americano.
- 1986
  - Monique Alfradique, atriz brasileira.
  - Francesco Pisano, futebolista italiano.
  - Crystal Harris, modelo estadunidense.
- 1987
  - Joanna Maranhão, ex-nadadora brasileira.
  - Sara Errani, tenista italiana.
  - Suelle Oliveira, jogadora de vôlei brasileira.
  - Jeff Ayres, jogador de basquete norte-americano.
- 1988
  - Cameron Girdlestone, canoísta australiano.
  - Younha, cantora e compositora sul-coreana.
  - Thomas Plössel, velejador alemão.
- 1989
  - Sophie Charlotte, atriz brasileira.
  - Guido Burgstaller, futebolista austríaco.
  - Foxes, cantora, compositora e modelo britânica.
  - Domagoj Vida, futebolista croata.
  - Tierry, cantor e compositor brasileiro.
- 1990 — Akeem Vargas, jogador de basquete estadunidense.
- 1991
  - Carlos Barbero, ex-ciclista espanhol.
  - Misaki Doi, ex-tenista japonesa.
- 1992 — Cristian Toro, canoísta espanhol.
- 1993
  - Justin Thomas, golfista estadunidense.
  - Mate Delić, tenista croata.
- 1994
  - Marcelino Sambé, bailarino português-guineense.
  - Valériane Ayayi, jogadora de basquete francesa.
  - Júlio Ferreira, taekwondista português.
- 1996
  - Ayami Muto, cantora e modelo japonesa.
  - Kobe Goossens, ciclista belga.
- 1997
  - Lucas Tousart, futebolista francês.
  - El Hijo del Vikingo, wrestler mexicano.
- 1998
  - MC Kevin, cantor e compositor brasileiro (m. 2021).
  - Mallory Pugh, futebolista norte-americana.
- 1999
  - Mohamed Nbalie Kamara, futebolista serra-leonês.
  - Sébastien Grignard, ciclista belga.
  - Mateo Retegui, futebolista ítalo-argentino.
  - Guto Zacarias, político brasileiro.

### Século XXI
- 2001 — Johannes Pietsch, cantor e compositor austríaco
- 2003 — Holger Rune, tenista dinamarquês.
- 2005
  - Shahadi Wright Joseph, atriz norte-americana.
  - Dipangkorn Rasmijoti, príncipe tailandês.
- 2006 — Xochitl Gomez, atriz canadense.
- 2007
  - Sofia de Bourbon e Ortiz, infanta espanhola.
  - Mirra Andreeva, tenista russa.

## Mortes

### Anteriores ao século XIX
- 1380 — Catarina de Siena, santa católica italiana (n. 1347).
- 1476 — Maria de Harcourt, condessa de Aumale (n. 1398).
- 1771 — Louis Petit de Bachaumont, escritor francês (n. 1690).

### Século XIX
- 1854 — Henry Paget, 1.º Marquês de Anglesey (n. 1768).
- 1882 — John Nelson Darby, pregador anglo-irlandês (n. 1800).

### Século XX
- 1929 — Violet Herbert, Condessa de Powis (n. 1865).
- 1944 — Bernardino Machado, político português (n. 1851).
- 1951 — Ludwig Wittgenstein, filósofo austríaco (n. 1889).
- 1967 — Anthony Mann, cineasta estadunidense (n. 1906).
- 1980 — Alfred Hitchcock, cineasta britânico (n. 1899).
- 1988 — James McCracken, tenor estadunidense (n. 1926).
- 1991 — Gonzaguinha, cantor e compositor brasileiro (n. 1946).
- 1997 — Eduardo Mascarenhas, médico brasileiro (n. 1942).

### Século XXI
- 2002 — Fernando Pessa, jornalista português (n. 1902).
- 2005 — Mariana Levy, atriz e cantora mexicana (n. 1966).
- 2006 — John Kenneth Galbraith, economista estadunidense (n. 1908).
- 2007
  - Octávio Frias de Oliveira, jornalista, editor e empresário brasileiro (n. 1912).
  - Serafim Gonzalez, ator e escultor brasileiro (n. 1934).
  - Ivica Račan, político croata (n. 1944).
  - Joseph Nérette, político haitiano (n. 1924).
- 2008 — Albert Hofmann, cientista suíço (n. 1906).
- 2014 — Bob Hoskins, ator britânico (n. 1942).
- 2015
  - Moraezinho cantor, compositor e trovador de música nativista brasileiro (n. 1946).
  - Iveta Bartošová, cantora e atriz tcheca (n. 1966).
- 2019 — Josef Šural, futebolista tcheco (n. 1990).
- 2020 — Irrfan Khan, ator indiano (n. 1967).

## Feriados e eventos cíclicos
- Dia Internacional da Dança
- Dia em Memória de todas as Vítimas de Armas Químicas

### Internacional
- Dia Verde, feriado que dá início a Golden Week - Japão

### Portugal
- Dia Mundial dos Fanzines

### Brasil
- Aniversário do município de Campos do Jordão, em São Paulo
- Aniversário do município de Guaratuba, no Paraná
- Aniversário dos municípios de Ipatinga, João Monlevade e Timóteo, em Minas Gerais
- Aniversário dos municípios de Alcantil, Algodão de Jandaíra, Amparo, Areia de Baraúnas, Assunção, Barra de Santana, Baraúna, Boa Vista, Cacimbas, Cajazeirinhas, Casserengue, Caturité, Damião, Gado Bravo, Logradouro, Parari, Pedro Régis, Poço Dantas, Riachão, Riachão do Bacamarte, Riacho de Santo Antônio, Santa Inês, São Bentinho, Santo André, São Bento São Domingos, São José de Princesa, São José do Brejo do Cruz, São José dos Ramos, Sertãozinho, Sobrado, Tenório, Vieirópolis e Zabelê, na Paraíba
- Aniversário dos municípios de Buriti dos Montes, Coivaras e Lagoa Alegre, no Piauí
- Aniversário do município de São Vendelino e São Sepé, no Rio Grande do Sul

### Cristianismo
- Catarina de Siena
- Hugo de Cluny
- Sosípatro de Icônio
- Torpes de Pisa

## Outros calendários
- No calendário romano era o 3.º dia (III) antes das calendas de maio.
- No calendário litúrgico tem a letra dominical G para o dia da semana.
- No calendário gregoriano a epacta do dia é *.